# مسجد عفان البغدادي
مسجد وضريح عفان' ، هو أحد المساجد التي انشئت في عصر الدولة الايوبية في مصر ، يقع بسوق الغنم بمصر القديمة.

## وصلات خارجية
- آثار القاهرة الإسلامية نسخة محفوظة 31 مايو 2014 على موقع واي باك مشين.